# Trenque Lauquen (film)
Pour l’article homonyme, voir Trenque Lauquen.
Pour plus de détails, voir Fiche technique et Distribution.
Trenque Lauquen est un film argentin réalisé par Laura Citarella et sorti en 2022.

## Synopsis
Laura, une botaniste venue dans la ville de Trenque Lauquen pour ses recherches, disparaît sans laisser de nouvelles. Son petit ami et un employé de la mairie locale partent à sa recherche.

### Partie 1
Rafael, venu de Buenos Aires, recherche sa petite amie Laura qui a disparu dans la ville de Trenque Lauquen où elle était venue faire des recherches de botanique. Il est aidé d'Ezequiel, employé de la mairie qui transportait régulièrement Laura sur ses lieux de recherche. Leurs investigations les mènent d'un lieu à un autre, aboutissant à une impasse.
Ezequiel sait en fait des choses qu'ignore Rafael. Laura a partagé avec lui un secret : lors de ses recherches sur des femmes importantes de l'histoire à la bibliothèque locale, en vue d'une chronique qu'elle tenait à la radio locale, elle a découvert des lettres cachées dans des ouvrages. Ces lettres provenaient d'une certaine Carmen Zuma, institutrice dans les années 1960, sur les traces de laquelle se sont lancés Laura et Ezequiel. S'ils ne l'ont pas retrouvée, ils se sont rapprochés de plus en plus l'un de l’autre, et connaissaient un début de relation amoureuse lorsque Laura a disparu.

### Partie 2
Lors de ses chroniques à la radio, Laura a entendu la journaliste qui dirige l’émission évoquer une affaire étrange survenue à Trenque Lauquen : un être mystérieux, soit humain, soit animal, a été retrouvé dans un lac. Étudié par une spécialiste, Elisa, il disparaît à nouveau.
En fait, Laura a déjà rencontré Elisa, qui lui a demandé d'un air mystérieux de retrouver une mystérieuse plante jaune. Laura trouve la plante et l’apporte à Elisa. Elle finit même par s'installer avec Laura et la compagne de celle-ci, dans une maison à l'écart où elles ont recueilli secrètement l’être mystérieux. Laura n'a toutefois pas l'autorisation de voir cet être qui se nourrit des fleurs jaunes.
C’est pour porter secours à ces deux femmes, qui ont été dénoncées, que Laura a disparu en prenant la voiture d'Ezequiel. Celui-ci apprend toute cette histoire lorsque la journaliste lui fait écouter un enregistrement que Laura a laissé dans la station de radio. 
Laura, partie pour aider les deux femmes, reçoit un appel d'Elisa qui lui indique qu’il ne faut plus qu'elles cherchent à se voir. Laura s'éloigne alors progressivement dans la vaste campagne argentine, pour un destin inconnu.

## Fiche technique
- Titre original : Trenque Lauquen
- Réalisation : Laura Citarella
- Scénario : Laura Cinterella, Laura Paredes
- Musique : Gabriel Chwojnik
- Direction artistique : Florencia Caligiuri, Laura Caligiuri
- Son : Lucas Larriera (parties 1 et 2), Marlene Vinocur (partie 1), Julian Fernandez Arizzi (partie 2)
- Montage : Miguel de Zuviría, Alejo Moguillansky
- Société de production : El Cine Pampero
- Société de distribution : Capricci (France)
- Pays de production :  Argentine
- Langue originale : espagnol
- Format : couleur
- Genre : drame
- Durée : 262 minutes, en deux parties de 129 et 133 minutes (sortie française)
- Dates de sortie :
  - France : 3 mai 2023

## Distribution
- Laura Paredes : Laura, la botaniste
- Ezequiel Pierri : Ezequiel, l’employé de la mairie
- Rafael Spregelburd : Rafael, le petit ami (partie 1)
- Elisa Carricajo : Elisa (partie 2)
- Verónica Llinás (es) : la compagne d'Elisa (partie 2)
- Juliana Muras : la journaliste (partie 2)

## Production
Trenque Lauquen est un projet du collectif El Cine Pampero, qui avait déjà été à l'origine de La flor de Mariano Llinás.
Le film a été présenté à la Mostra de Venise 2022 dans la section Orizzonti. D'une longueur à l'origine de 4 h 22 min avec un entracte de quinze minutes, il a été divisé en deux parties, sorties le même jour en France.